# Cystická fibróza
Cystická fibróza (CF) neboli mukoviscidóza je lidské geneticky podmíněné onemocnění, které postihuje převážně dýchací a trávicí soustavu. Jde o autozomální recesivní vrozené onemocnění způsobené mutací genu produkujícího protein CFTR (anglicky Cystic fibrosis transmembrane conductance regulator). Jedná se o gen uložený na dlouhém raménku 7. chromozomu. Gen kóduje protein, který je klíčový pro chloridový ABC transportér na buněčné membráně.
Jméno cystická fibróza se vztahuje k charakteristické fibróze a cystám, které vznikají při nemoci ve slinivce.
V Česku se každoročně s touto nemocí narodí 1 dítě z přibližně 2500 až 3000 narozených dětí, což je celkově okolo 40 až 50 dětí v populaci. Diagnostikovaná nemoc bývá ale jen zhruba u poloviny z nich. Předpokládá se, že z diagnostikovaných pacientů přežije polovina 38 let. V Kanadě je to nyní už téměř 51 let (v roce 1980 to bylo jen 12 let). Zhruba každý 27. člověk v populaci je přenašečem postiženého genu, ale jelikož má jednu kopii poškozenou a druhou v pořádku, onemocnění se u něho neprojevuje.

## Příznaky onemocnění
Časté (někdy trvalé) záněty dýchacího ústrojí způsobené bakteriemi – Pseudomonas aeruginosa, Staphylococcus aureus, Haemophilus influenzae, Burkholderia cepacia. Devadesát osm procent mužů je neplodných. Neprospívají, mají objemné mastné stolice. Dále se často objevují záněty slinivky, snížená mobilita trávicí trubice, diabetes či cirhóza jater.

## Léčba
Cystická fibróza byla dlouho považována za úplně nevyléčitelnou. Dnes se dokáže zlepšovat kvalita života nemocných a prodlužovat jeho délka. Léčba se soustřeďuje zejména na léčbu dýchacího ústrojí – inhalace, fyzioterapie, antibiotika. Nemocní užívají trávicí enzymy v kapslích, tedy na odstraňování důsledků onemocnění. Důležité je ale včas onemocnění poznat a začít jej komplexně léčit. Proto se v říjnu roku 2009 zavedl celoplošný screening novorozenců z kapky krve, což statisticky významně zvýšilo záchyt v časné fázi onemocnění. Důraz se klade i na důslednou hygienu. Dále se jedná o terapii nutriční, pacienti potřebují velmi dobrou výživu, aby si doplnili látky, které jejich tělo těžko tráví.

## CFTR gen
CFTR gen se nachází na chromosomu 7 (7q31), je 250 kb dlouhý a obsahuje 27 exonů.